# Personer i Sverige födda i Montenegro
Till  personer i Sverige födda i Montenegro räknas personer som är folkbokförda i Sverige och som har sitt ursprung i Montenegro. Enligt Statistiska centralbyrån fanns det 2017 i Sverige sammanlagt cirka 1 100 personer födda i Montenegro.

## Historisk utveckling

### Födda i Montenegro
| Personer i Sverige födda i Montenegro 2006–2024 | Personer i Sverige födda i Montenegro 2006–2024 | Personer i Sverige födda i Montenegro 2006–2024 | Personer i Sverige födda i Montenegro 2006–2024 | Personer i Sverige födda i Montenegro 2006–2024 |
| --- | ----------------------------------------------- | ----------------------------------------------- | ----------------------------------------------- | ----------------------------------------------- |
| |                                                 |                                                 |                                                 |                                                 |
| År |                                                 |                                                 | Folkmängd                                       |                                                 |
| 2006 | 2006                                            |                                                 | 12                                              |                                                 |
| 2007 | 2007                                            |                                                 | 138                                             |                                                 |
| 2008 | 2008                                            |                                                 | 247                                             |                                                 |
| 2009 | 2009                                            |                                                 | 336                                             |                                                 |
| 2010 | 2010                                            |                                                 | 419                                             |                                                 |
| 2011 | 2011                                            |                                                 | 523                                             |                                                 |
| 2012 | 2012                                            |                                                 | 647                                             |                                                 |
| 2013 | 2013                                            |                                                 | 742                                             |                                                 |
| 2014 | 2014                                            |                                                 | 835                                             |                                                 |
| 2015 | 2015                                            |                                                 | 921                                             |                                                 |
| 2016 | 2016                                            |                                                 | 1 009                                           |                                                 |
| 2017 | 2017                                            |                                                 | 1 126                                           |                                                 |
| 2018 | 2018                                            |                                                 | 1 223                                           |                                                 |
| 2019 | 2019                                            |                                                 | 1 329                                           |                                                 |
| 2020 | 2020                                            |                                                 | 1 411                                           |                                                 |
| 2021 | 2021                                            |                                                 | 1 481                                           |                                                 |
| 2022 | 2022                                            |                                                 | 1 551                                           |                                                 |
| 2023 | 2023                                            |                                                 | 1 588                                           |                                                 |
| 2024 | 2024                                            |                                                 | 1 572                                           |                                                 |
| Anm.: Befolkning den 31 december respektive år. Anledningen till att statistiken startar från 2006 är att staten Serbien och Montenegro upphörde att existera det året. Montenegriner som kom innan 2006 räknas in i statistiken för Serbien och Montenegro (se Serber och montenegriner i Sverige). Staten Serbien och Montenegro existerade bara i tre år, mellan februari 2003 och juni 2006. Montenegriner som kom innan 2003 räknas in i statistiken för Jugoslavien (se Jugoslaver i Sverige). |                                                 |                                                 |                                                 |                                                 |